# 时间箭头
物理学在微观的层次几乎完全是时间对称的，这意味着物理学定律在时间流易的方向倒转之后仍然保持为真。但是在宏观层次却显得并不是那么回事：时间存在着明显的方向性。時間箭頭（英語：arrow of time，又稱時間之箭）就是用于描述这种不对称的现象。
所谓“在微观的层次几乎完全是时间对称的”，通俗地说意指：随着尺度的减小，事件逆向发生的概率逐渐趋近于正向发生的概率。当尺度非常小时，我们认为两者是近似相等的。

## 预备知识
时间对称性可以通过一个简单的模拟实现来理解。如果时间是对称的，你可以将影片的一段镜头倒过来放，也能理解到发生的事情。例如引力是对称的，你可以将一个行星围绕太阳运转的轨道倒过来放，这个路径仍然符合万有引力定律。我们也可以想象在月球上面往上扔一个球体到高點的录像回放。正着放的时候，我们看到球向上移动的过程中因為引力逐渐慢下来。如果反过来的话，则球往下掉的速度越来越快。這两种情况下球都是向着月亮加速（也就是背着月亮的方向减速），因此引力始终还是对称的。
大多数物理定律都是类似上述引力的例子，但是有时间箭头的情况就不同了。

## 时间箭头

### 什么是时间箭头
广义地说，时间箭头是为我们指明时间方向的一些规律。依据这些规律，我们可以明确指出事件发生的先后顺序。
狭义上，时间箭头指那些非时间对称的物理规律。由于这些物理规律是非时间对称的（非时间对称并不意味着和时间相关），因而可在物理学上据此明确地指出时间的方向。一般地认为，这些狭义上的时间箭头是其他所有时间箭头的本质。
例如著名的熵增定理（热力学第二定律的另一种表述形式）指出，一个孤立系统的熵不会减小。因而我们可以通过测量一个孤立系统的熵来确定时间的方向（包含较大熵的系统有大概率处在时间轴上较"靠后"的位置）。

### 热力学时间箭头
热力学时间箭头来自热力学第二定律，这一定律认为一个孤立系统的熵只能随着时间流易不断增加，而不会减少。熵被认为是无序的量度，因此第二定律隐含着一种由孤立系统的有序度变化所指定的时间方向（也就是说，随着时间流易，系统总是越来越无序）。这种不对称性可用于区分过去和未来。换句话说，孤立系统在未来将越来越无序。
尽管任何孤立系统随时间流易越来越无序，系统的各部分却存在着关联。一个简单的例子是玻璃杯被打碎的过程：最终状态（碎了的杯子）比初始状态（完整的杯子）更无序，但在杯子的各部分之间存在关联——两块相邻碎片的边缘可以准确吻合。于是，一个孤立系统在过去是有序的且其各部分是无关的，而将来则是无序的但各部分是相关的。
就微观个例而言，第二定律并不是确定性的，因任何系统都可能通过涨落到达更低熵的状态（参见庞加莱各态遍历定理）。然而，第二定律描述的是系统向高熵状态转化的整体趋势（统计意义上）。

### 宇宙学时间箭头
宇宙学时间箭头指向宇宙膨胀的方向。宇宙学时间箭头认为从当前指向宇宙热寂结局的方向是时间方向。因热寂宇宙是热力学第二定律的推论之一，故宇宙学时间箭头的方向也是热力学时间箭头的方向，是故它是热力学时间箭头的一个等效。相较于热力学时间箭头，宇宙学时间箭头在实践中易于明确判定方向。
一种另类的观点是，也许这个箭头会在引力的作用下逆转成大挤压，并在反复的膨胀-挤压中进化到适合人类的出现（参见人择原理）。
如果这个箭头与其他时间箭头有关，那么未来的方向取决于整个宇宙是否越来越大。也就是说，宇宙正在膨胀而不是收缩，这只是一个定义的问题。

### 辐射时间箭头
波，包括无线电波以及声波或甚至扔到水中的石头激发的水波，都从它们的源头处向四周扩散，尽管波动方程除了这种形式的扩散波之外，也允许从四周聚拢到中间的收敛波。在很仔细地调整实验条件后，可以扭转这个时间箭头产生收敛波，因此这个时间箭头可能源于热力学箭头，因为要产生收敛波，需要比产生扩散波更有序地排列波源。因此，自发产生一个收敛波的可能性要比产生一个扩散波小得多。由于一个扩散波的传播往往会增加熵，而收敛波则会减少熵，因此通过波的传播收敛方向来判定时间方向也是热力学第二定律的应用。因此辐射时间箭头也是热力学时间箭头的一个等效。

### 弱力时间箭头
已经证实某些由于弱核力引起的亚原子反应违反了宇称对称性，但这种情况很少发生。根据CPT定理，这意味着它们同时是时间不可逆的，由此产生一个时间箭头。这类过程可能是质子在早期宇宙产生的原因。
尚没有任何理论说明这个箭头和其他箭头有关，如果它反向的话，使我们的宇宙有所区别的就只是那个世界充满了反质子而不是质子。更准确地说，对质子和反质子的定义将刚好相反。
宇称的破坏是非常轻微的，这个箭头只是勉勉强强地指向某一方向。这将它与其他很容易观察到的时间箭头区分开来。

### 量子时间箭头
量子演化由薛定谔方程和波函数坍缩描述，前者是时间对称的，而后者却否。波函数坍缩的具体机制还不清楚，因此也不知道这个箭头与其他的有何关系。尽管在微观层次，坍缩似乎不会增加或者减少熵，有人相信其中有一种与热力学箭头有关的宏观原理在起作用。根据量子去相干的理论，如果假定波函数坍缩只是表面现象，量子力学箭头就是热力学箭头的一个自然结果。

### 因果时间箭头
原因一般被认为发生在结果之前。我们可以控制未来，但无法控制过去。这种判别时间方向的方式被一些人认为是因果时间箭头。本质上，因果时间箭头仰赖人的经验，以判定什么是原因，而什么是结果。而人这种经验是在长期观察热力学第二定律的现象中总结而来的。如果热力学箭头扭转，那么人类会先观察到地上的碎瓷片而后观察到跳进我们手掌的盘子。长期进行这样的观察会让我们觉得地上的碎瓷片是原因，而跳进我们手掌的盘子是结果了，所以因果时间箭头会因热力学时间箭头的扭转而被扭转。事实上，根据第二定律，初始状态（更有序而更少自相关）比最终状态总是要简单些，因此把开始的情况看成两件事情中的原因部分总是容易些。所以因果时间箭头本质上是一种人类对时间方向的经验，这种经验来自于对热力学现象的总结。
心理学时间箭头也与因果时间箭头有关，因为我们总是记得过去同时能够影响将来（而不是相反），因此我们把过去看成是将来的原因。

### 心理学时间箭头
这是人类的经验中最显著的箭头：我们觉得自己似乎正从过去走向未来；我们觉察到并记得过去而不是将来（尽管两者有时候被认为只是错觉）。心理上的时间方向被认为是热力学时间箭头及其各种表现形式被意识归纳总结获得的经验，因而人通过这种经验判别记忆中事件发生的顺序从而获得时间的概念。
也有人（如史蒂芬·霍金）认为时间箭头是在人脑受到热力学第二定律影响的结果，因此心理学箭头是热力学时间箭头在意识中的一个反映。为了记住事情，我们的头脑会从一个无序状态转变到一个更有序的状态，或者从一个有序状态变成另一个同样有序的状态。为了确保新状态的正确，必须消耗能量，因此便增加了宇宙其余部分的无序程度。这个无序度上升的程度总是比我们头脑的有序度增加的程度大，因此我们就从宇宙的无序度增加过程中记住了事情，我们记住的事情也就总是在过去。霍金指出，人們不知道大腦工作的細節，討論人腦的記憶是相當困難的，然而「假定计算机和人类有相同的箭头是合理的。如果不是这样，人们可能因为有一台记住明天价格的计算机而使股票交易所垮台。」

## 不可逆性示例
试考虑一个巨大的容器充满了两种不同的液体，例如一边是一种染料而另一边是水。如果没有东西在中间分隔这两种液体，其分子的布朗运动会导致它们随着时间推移开始混合在一起。然而，当它们完全混合之后，你不能期待染料和水能自动重新分开。
现在我们重复上面的实验，但这次我们用一个非常小的、只能容纳几个分子（大概10个）的容器。给定一个相对较短的时间，人们可以想象那些分子会有机率重新分离，所有的染料分子在一边而水分子在另一边。正式叙述请参见漲落定理。
对于大点的容器，不能自动分离只是因为这太不可能发生了，甚至耗尽整个宇宙的寿命也不够。这些液体开始于一个高有序度的状态，其熵（有时候这个字定义成“无序”）随时间增加。
如果从某种较早期的混合状态开始观察较大的容器，可能发现它只是部分混合。有足够的理由认为，如果没有外部的介入，这些液体目前达到这个状态是因为过去它更为有序，那时候它的分离度更大，并且在将来则更无序，混合度更高。

## 延伸阅读
- 胡·普赖斯.  (M). 上海: 上海科学技术出版社. 2001. ISBN 978-7-5323-5737-6.
- Halliwell, J.J. et.al. . Cambridge. 1994. ISBN 978-0-521-56837-1. (technical).
- Boltzmann, Ludwig. . University Of California Press. 1964. Translated from the original German by Stephen G. Brush. Originally published 1896/1898.
- Peierls, R. . Princeton. 1979. Section 3.8.
- Feynman, Richard. . BBC Publications. 1965. Chapter 5.
- Penrose, Roger. . Oxford University Press. 1989. ISBN 978-0-19-851973-7. Chapter 7.
- Penrose, Roger. . Jonathan Cape. 2004. ISBN 978-0-224-04447-9. Chapter 27.
- Price, Huw. . 1996. ISBN 978-0-19-510095-2. Website （页面存档备份，存于）
- Zeh, H. D. . 2001. ISBN 978-3-540-42081-1. 该书的网页
- 柯文尼 译者：江涛. . 湖南: 湖南科学技术出版社. ISBN 978-7-5357-1580-7.